# Ricardo Rodríguez Herrera
Ricardo Rodríguez Herrera; (Santa Cruz, 1865 - Santiago, 24 de septiembre de 1911  ) fue un abogado y político liberal chileno. Hijo de Juan Esteban Rodríguez Segura y María Ignacia Herrera Gallegos. Contrajo matrimonio con Luisa Salcedo. 
Educado en el Colegio de los Sagrados Corazones de Santiago. Bachiller en Humanidades (1882) y juró como abogado (1887) en la Universidad de Chile.
Pertenecía al Partido Liberal. Electo Diputado por Santa Cruz, Vichuquén y Curicó (1891-1894), formando parte de la comisión permanente de Constitución, Legislación y Justicia.
Se desempeñó como Promotor Fiscal de Valdivia (1895) y profesor de Historia en el Liceo de Valdivia. Juez propietario de Curicó (1897), Juez del Tercer Juzgado del Crimen de Valparaíso (1908-1911), cargo que desempeñaba cuando falleció.